# Noûs
Le noûs (en grec ancien : νοῦς) est, en philosophie et dans l’Antiquité grecque, l’intelligence, l’esprit, l'intellect. Cette notion, introduite pour la première fois dans un système cosmologique par Anaxagore de Clazomènes, au milieu du Ve siècle av. J.-C., a été enrichie et profondément renouvelée chez Platon, Aristote et Plotin. Par la suite, cette notion a connu une fortune et un développement considérables dans les domaines de l’éthique, de la gnoséologie, de la noétique, et en particulier dans l'histoire de la métaphysique. À travers Plotin, elle a inspiré saint Augustin et les pères de l'Église, elle est reprise par saint Thomas d'Aquin qui en fait l’Intelligence ordonnatrice du monde. Dans la philosophie moderne, elle sous-tend le courant idéaliste, particulièrement chez Hegel qui affirme s'inscrire dans cette tradition en citant Anaxagore dans ses Leçons sur la philosophie de l'histoire : « Le Grec Anaxagore a dit le premier que le Noûs, l'Intelligence en général, ou la Raison, gouverne le monde. » Hegel reprend notamment l’idée d’Aristote selon laquelle « le penser et ce qui est pensé ne font qu’un », affirmation dans laquelle il voit « le moment principal de la philosophie aristotélicienne ».

## Distinctions nécessaires
Le noûs est une notion de grande importance pour la philosophie. Or, son évolution, dans une approche diachronique, a été profonde : elle a ainsi été utilisée en tant que concept pour désigner le Premier principe de toutes choses, c'est-à-dire à la fois la Raison supérieure ordonnatrice de l’univers et, selon certaines interprétations, Dieu. Mais, même au sein de la seule doctrine platonicienne, la notion impose de délicates distinctions. Ainsi, chez Platon, la problématique des parties de l’âme, introduite dans un contexte éthique, ne doit pas être confondue avec la problématique des facultés ou puissances (δυνάμεις), définies dans un contexte non plus éthique mais épistémologique. La distinction entre ces deux problématiques suppose de ne pas traiter l’intelligence (νοῦς) chez Platon, comme équivalente de cette partie rationnelle de l'âme que Socrate appelle le λογιστικόν / logistikon. Il convient également de la distinguer de la dianoia (διάνοια), « entendement », qui désigne, chez Platon comme chez Aristote, l'intelligence dans son activité humaine de réflexion, et la discursivité de la pensée.

## Le noûs, puissance cosmique chez Anaxagore
Dans son traité De la nature (Περὶ Φύσεως), publié en 430 av. J.-C., Anaxagore apporte une solution neuve et originale à la grande question qui préoccupait les penseurs présocratiques, et qui était restée en suspens chez son prédécesseur, Anaximène, la question de l’origine du mouvement dans le monde (en grec, ὅθεν ἡ κίνησις). Anaxagore envisage un agent cosmique, conçu comme puissance superlative et cause motrice, qu’il appelle l’Intellect, Νοῦς, et dont il décrit les pouvoirs et la nature dans un important fragment de son traité :

### Puissance superlative
« L’Intellect est illimité, maître absolu, et n’est mélangé à aucune chose, car il existe seul et par lui-même […] En effet, il est de toutes les choses la plus subtile et la plus pure ; il possède la totale connaissance de toutes choses, et il a une très grande puissance. Toutes les choses qui ont une âme, qu’elles soient grandes ou petites, sont toutes sous l’empire de l’Intellect. C’est l’Intellect qui a exercé son empire sur la révolution universelle, de telle sorte que c’est lui qui a donné le branle à cette révolution. Le point de départ de la révolution fut petit ; ensuite celle-ci s’accroît et elle s’accroîtra toujours davantage ; et l’Intellect a connu toutes les choses, aussi bien celles qui sont mélangées ensemble, que celles qui sont discriminées et séparées ; et ce qui devait exister aussi bien que ce qui existait, et tout ce qui n’existe pas maintenant aussi bien que tout ce qui existe maintenant et ce qui existera, tout cela fut ordonné par l’Intellect, et aussi cette révolution que suivent à présent les astres, le Soleil et la Lune, et l’air et l’éther qui résultent de la discrimination […] Nulle chose n’existe d’une manière discriminée ou totalement séparée d’une autre chose, excepté l’Intellect. L’Intellect est tout entier semblable à lui-même, il est à la fois grand et petit. »

— Anaxagore, fragment XII (trad. Jean-Paul Dumont)
 Le Noûs possède donc déjà toutes les qualités qu’Aristote attribuera, un siècle plus tard, au Premier Moteur de sa Métaphysique : unité, pureté, omniscience, omnipotence, cause motrice. Parfaitement identique à soi, n’étant mélangé à rien (ἀμιγής), il « existe toujours » (ἀεί ἐστι) à travers toute la durée, et existe par lui-même (αὐτοκρατές). En tant que corps simple, extrêmement subtil et parfaitement homogène, il se répand à l’intérieur de la masse primordiale indifférenciée à la manière d’un fluide, se comportant même « comme les gaz parfaits de la thermodynamique, ou comme l’air comprimé dont Anaxagore avait pu étudier les réactions dans les expériences d’outres gonflées d’air que décrit Aristote,. » Parti en effet d’un point central infiniment petit, il se répand ensuite dans une sphère d’action dont le rayon augmente, comme l’indique le fragment XII.

### Cause motrice, différenciation et fonction combinatoire
Le Noûs réunit une intelligence totale et parfaite de toute chose à une efficacité motrice, et « dans l’exercice de ces deux fonctions, il ressemble à l’âme de Platon, telle qu’il la concevait à l’époque du Phédon. » Il possède en effet le pouvoir d’imprimer à l’univers son mouvement giratoire (περιχώρησις), ce qui illustre la très grande puissance (ἰσχύει μέγιστον) dont il est doté. Cette rotation entraîne le processus de différenciation des innombrables qualités — humide, sec, chaud, froid, brillant, obscur, etc. — qui sont mélangées dans la matière primordiale qui entoure le cosmos, ce qu’Anaxagore appelle le « Tout ensemble » (πάντα ὁμοῦ) : 

« C’est cette même révolution qui a produit la discrimination. Le dense se constitue par discrimination à partir du rare, le chaud à partir du froid, le brillant à partir de l’obscur, le sec à partir de l’humide. […] À partir de ces choses qui se trouvent discriminées, la terre se forme par condensation. L’eau se discrimine des nuages, la terre de l’eau, et à partir de la terre les pierres se forment par condensation sous l’effet du froid. »

— Anaxagore, fragments XII et XVI.
 L’emploi par Anaxagore des verbes συμμίγνυμι, « mélanger », ἀποκρίνω, « séparer en triant », διακρίνω, « séparer en ses éléments primitifs », et διακοσμέω « mettre en ordre », est celui des descriptions homériques dans les mélanges des bêtes d’un troupeau ou ceux des guerriers sur un champ de bataille, que bergers et chefs de guerre sont amenés à trier pour les disposer en de nouveaux agencements. Ainsi, le processus de différenciation engagé par le Noûs peut-il apparaître comme la matérialisation de ce qu’est l’activité d’une intelligence, s’il est vrai que connaître c’est d’abord discerner, κρίνειν, c’est-à-dire discriminer. Mais comment le Noûs connaît-il l’infinie complexité des choses ? Sachant qu’Anaxagore était intéressé par toute l’actualité scientifique de son temps, on peut penser que ce processus de différenciation s’opère par une sorte d’attraction à distance, le semblable allant vers le semblable, selon les propriétés physiques de la pierre de Magnésie et de l’ambre qui avaient déjà frappé Thalès de Milet, et qui étaient aussi connues de Platon.
L’action du Noûs fait aussi apparaître des réalités nouvelles, jusque-là invisibles pour la vue des hommes, par une fonction combinatoire désignée dans les fragments XIV et IV par les verbes προσκρίνειν « amalgamer » et συγκρίνειν « combiner » ; l’effet de cette action est de créer des corps et des êtres composés. Le principe intelligent du Noûs agit encore sur le plan microcosmique comme il le fait sur le plan macrocosmique : il s’installe dans l’organisme des êtres vivants, plantes et animaux, en y pénétrant de l’extérieur, dès leur naissance, pour y organiser leur croissance individuelle, ainsi qu’il résulte de la note d’Aétius,. Ainsi, Anaxagore cherche-t-il à rendre compte, avec le Noûs, d’un maximum de phénomènes sensibles dans le devenir du monde et au niveau de la transformation biologique du vivant, autant que les ressources scientifiques de son temps le lui permettaient.

### Critique d'Anaxagore ou la question téléologique
Les critiques émises par Platon et Aristote sur le statut central du Noûs dans le système d’Anaxagore permettent de mieux comprendre la position téléologique qu’eux-mêmes adopteront par la suite.
Platon a exprimé dans le Phédon, par la bouche de Socrate, la joie éprouvée à l’idée que le Noûs, Intelligence ordonnatrice qui réalise l’ordre universel, puisse devenir aussi, dans le détail, la cause de toutes choses particulières, disposées par lui en vue du meilleur. D’un point de vue platonicien, la cause finale, en effet, ne peut être orientée qu’en vue du bien. Or, contre toute attente, Anaxagore n’impute à l’Intelligence aucun rôle dans les causes particulières de l’ordre des choses, et n’allègue que des pseudo-causes mécaniques : « Avançant dans ma lecture [d’Anaxagore] », dit Socrate, « je vois un homme qui ne fait rien de l’Intelligence, qui par contre allègue des actions de l’air, de l’éther, de l’eau, et quantité d’autres explications déconcertantes. » Platon constate que le Noûs d’Anaxagore ne donne que la chiquenaude à la révolution cosmique, et l’arrangement se machine ensuite tout seul. C’est au contraire un monde régi par une Intelligence conçue comme cause finale, et à laquelle toutes les causes matérielles seront subordonnées, que Platon se chargera de réaliser dans le Timée.
Quant à Aristote, son jugement est mesuré. Il admire en Anaxagore « l’homme qui vint dire qu’il y a dans la nature, comme chez les animaux, une Intelligence, cause de l’ordre et de l’arrangement universel : il apparut alors comme seul en son bon sens en face des divagations de ses prédécesseurs » ; mais il reproche également à Anaxagore d’avoir eu recours au Noûs comme à un expédient commode chaque fois que l’explication causale d’un phénomène se heurtait pour lui à des difficultés insurmontables, et d’avoir invoqué partout ailleurs comme cause des phénomènes « tout plutôt que le Νοῦς. » Il critique Anaxagore pour avoir dit que l’homme est le plus raisonnable des animaux parce qu’il a des mains, alors que pour Aristote, c’est l’inverse qu’il aurait fallu dire, « parce que la nature dispense toujours à chacun ce dont il est capable de se servir » : ce renversement correspond à la volonté de substituer la causalité finale à la causalité mécanique ou efficiente d’Anaxagore. Il lui reproche enfin de déroger au principe d’indifférence en déclenchant le mouvement et le processus de différenciation à un moment déterminé du temps, très loin dans le passé, alors que la masse originelle « était restée en repos pendant un temps illimité,. » Même reproche de la part d’Eudème de Rhodes qui trouve inacceptable qu’un « mouvement qui n’avait pas existé auparavant, commence dans le temps. »

## Le Noûs selon Platon

### Le cas particulier duPhèdre
L’intelligence dans les dialogues de Platon relève du domaine des facultés et concerne l’exercice de la connaissance. Le seul texte qui semble en faire une partie de l’âme est un passage du mythe de l’attelage ailé dans le Phèdre. Platon y compare l'âme à un attelage, dans lequel le noûs est décrit comme « le pilote de l’âme », ψυχῆς κυβερνήτης et le cocher correspond manifestement à la partie rationnelle de l’âme, τὸ λογιστικόν, définie au livre IV de La République. Le cocher a en effet pour fonction de résister aux pulsions excessives des chevaux rétifs des désirs. Dans ce passage du Phèdre, Platon décrit la contemplation des Idées éternelles : « L'Essence (qui possède l'existence réelle), celle qui est sans couleur, sans forme et impalpable ; celle qui ne peut être contemplée que par le seul guide de l'âme, par l'intelligence (le noûs), celle qui est la source du savoir véritable, réside en cet endroit. Pareille à la pensée de Dieu qui se nourrit d'intelligence et de science absolue, la pensée de toute âme, cherchant à recevoir l'aliment qui lui convient, se réjouit de revoir après un certain temps l'Être en soi, se nourrit et se rend bienheureuse en contemplant la vérité... » En plaçant le mot noûs à cet endroit du mythe, Platon indique que la connaissance des Idées ne peut être le fait que de l’intelligence, au moyen de la philosophie dialectique. Chez Platon, le noûs n’est jamais qualifié de « cocher », en grec ἡνίοχος, Platon le met plutôt en relation avec l’intelligible et avec les facultés. Car, selon les mots de Sylvain Delcomminette, « Toute âme a un cocher, mais tout cocher n’est pas suffisamment fort pour suivre les instructions de ce pilote qu’est l’intelligence. » Commentant ce passage, Léon Robin lui aussi constate que « l’image a changé car il est bien clair qu’il s’agit toujours du cocher qui mène l’attelage » et non pas de l’« intellect » (νῷ). L’intelligence n’est donc pas une partie de l’âme chez Platon, et elle ne s’identifie pas non plus à la partie rationnelle de l’âme.

### L’intelligence et la dialectique
Il est important de noter que Platon, constatant la ressemblance, en grec, des noms de la loi, νόμος, et de l’esprit, νοῦς, définit la loi comme « une distribution des choses selon la raison. » Dans  les Lois, assimilant le noûs et la phronésis dans le sens de « raison, intelligence », Platon indique clairement que celle-ci semble faire presque entièrement défaut à la naissance : elle n’est pas innée — preuve irréfutable que l’intelligence n’est pas identifiable à la partie rationnelle de l’âme, le λογιστικόν / logistikon —, mais s’acquiert au fil des ans dans l’âge adulte, par le biais de l’éducation, dans laquelle la dialectique occupe une place prépondérante. Encore faut-il préciser que l’intelligence n’est pas acquise une fois pour toutes, puisqu'elle est une potentialité de la faculté de connaître ; cette puissance, Platon la désigne non pas par le mot νοῦς, mais par γνῶσις / gnosis et par ἐπιστήμη / épistémè. Autrement dit, « en termes aristotéliciens, on serait tenté de dire que l’intelligence est en quelque sorte “l’actualisation” de notre puissance de connaître. L’intelligence est chez Platon l’activité même de la connaissance, non la faculté dont elle est l’acte […] Les trois notions distinguées par Platon — la partie rationnelle de l’âme, la connaissance comme faculté et l’intelligence comme activité de cette faculté — peuvent ainsi chez Aristote être toutes désignées par ce terme de νοῦς que Platon, pour sa part, réservait à la troisième. »
Le verbe νοεῖν / noeïn signifie dans son usage courant chez Platon « avoir à l’esprit, concevoir, se représenter, comprendre », parfois « réfléchir ». Mais à partir du Phédon et de  la République, Platon établit un lien entre ce verbe et les Idées comme l’objet auquel l’activité qu’il désigne s’applique : ainsi, νοεῖσθαι désigne le mode d’appréhension des Idées ; quand l’âme fixe ses regards vers ce qui est éclairé par la vérité et l’être, « aussitôt elle le conçoit, le connaît et semble avoir l’intelligence (νοῦν ἔχειν). » Ainsi, on ne possède l’intelligence qu’en pensant. Ceci est confirmé dans le passage célèbre de La République où Platon expose son épistémologie, avec le modèle géométrique de la ligne coupée en deux sections (celle du sensible et celle de l’intelligible) et quatre segments, afin de définir les quatre objets de la connaissance et les quatre opérations de l’esprit, classées d’après leur degré de clarté et de vérité des choses : selon Auguste Diès, dans l’ordre du sensible, la connaissance s’attache ou bien aux choses elles-mêmes et s’appelle alors croyance (πίστις) ou bien seulement à leurs images, et s’appelle imagination ou conjecture (εἰκασία) ; dans le segment supérieur, la connaissance sensible fournit l’opinion (δόξα), et au-dessus, la connaissance mathématique (διάνοια) produit une espèce intermédiaire de connaissance qu’on pourrait appeler la pensée moyenne ou pensée discursive ; mais au sommet (ἐπὶ τῷ ἀνωτάτῳ) du segment des intelligibles, Platon dispose l’intelligence ou l’intuition intellectuelle, le νοῦς. Or, cette intelligence ne trouve « son sens exact et son droit usage qu’appliquée aux pensées qui portent sur l’être véritable »,, c’est-à-dire dans la dialectique en exercice, au moment même où on la pratique, dans l’activité de la pensée pure dans son rapport aux Idées. Il s’agit ici des Idées éthiques, lesquelles sont supérieures aux Idées mathématiques du fait qu’elles sont plus proches de l’Idée du Bien. Le R.P. André-Jean Festugière interprète cette intuition intellectuelle comme la saisie mystique d’une entité transcendante, elle est littéralement une contemplation dans laquelle l’âme s’unit à l’être.

### L’intelligence comme vertu et cause productive
De ce rapport entre intelligence et dialectique, il résulte un lien nécessaire entre l’intelligence et le bien. Ce lien est développé par Socrate qui, dans le Philèbe, inclut l'intelligence dans le genre de la vertu et des biens de l’âme, à côté du courage et de la tempérance. Bien plus, le νοῦς est même considéré dans les Lois comme la vertu principale, « celle qui commande à toutes les autres » (Νοῦν δέ γε πάντων τούτων ἡγεμόνα) et réalise leur unité. Socrate démontre, dans le Philèbe, la prééminence de la sagesse sur le plaisir dans la constitution de la vie heureuse. Le plaisir est classé dans la catégorie de l’illimité (ἄπειρον), genre qui n’a et n’aura jamais ni principe ni milieu ni fin. L’intelligence, quant à elle, ne réside que dans une âme, car Platon l’affirme : « Il ne pourra jamais y avoir de sagesse et d’intelligence sans âme. » Or, une intelligence et une sagesse admirable ordonne et gouverne le monde ; elle se réalise éminemment en Zeus, auteur de toutes choses, ce qui permet de classer l’intelligence dans le genre causal, exactement dans le genre de la cause productive, et en tant que vertu, l’intelligence produit un effet nécessairement bon. Ainsi est établie la prééminence de la sagesse sur le plaisir ; cette prééminence ne pouvait être fondée que « sous le nom de ce νοῦς dont Anaxagore avait proclamé la royauté sans savoir la fonder et la maintenir, et en qui Platon, au contraire, a su personnifier l’intelligence et la volonté du meilleur. Seul en effet le νοῦς pouvait s’identifier à la pensée ordonnatrice du Zeus démiurge et ainsi se ranger dans le rang de la Cause finale. »

### L’Intellect, âme immortelle et raison divine
Dans sa doctrine tardive, Platon décrit dans le Timée la création de l'âme humaine, disant que le démiurge forma d'abord la pure âme pensante et immortelle (noûs), c'est-à-dire l'intelligence ; après quoi les dieux subalternes, tandis qu'ils enfermaient cette première âme dans un corps physique (σῶμα, soma), formèrent l'âme mortelle (ψυχή, psyché) composée du courage et du désir (θυμός, ἐπιθυμητικόν). Le démiurge du Timée, durant la création du Monde, a en effet conçu l’importance et la nature de l’intellect : « Réfléchissant qu’il y a plus de beauté dans ce qui possède la pensée (νοῦς), que dans ce qui en est privé, et qu’il ne peut y avoir de pensée en dehors d’une âme (χωρὶς ψυχῆς), Dieu a mis cette pensée dans une âme et l’âme dans un corps, et en les composant ainsi, il a construit l’univers ». La divinité a donc pris soin de loger dans les corps la substance psychique immortelle, principe de vie mais aussi essentiellement intellect. Dans Les Lois, Platon répètera que « l’Intellect est le véritable organisateur de tout l’ordre existant dans l’univers », et il fera de la raison divine (Noûs) le principe de la législation de sa cité des Magnètes,.
Ainsi, de par son union avec le corps, l'âme devient sujette à la mort ; est seule immortelle l'âme intelligente, laquelle est l'âme elle-même dans l'intégralité de sa nature divine. Le Noûs est aussi l’Intelligence du démiurge lui-même auquel s’impose la Nécessité (Ἀνάγκη) au moment de la création du monde ; mais « l’Intelligence a dominé la nécessité, car elle a réussi à lui persuader d’orienter vers le meilleur la plupart des choses qui naissent ».

## La théorie aristotélicienne du noûs

### L’héritage platonicien
Le troisième livre du traité De l'âme d’Aristote contient une théorie du νοῦς qui revêt encore, à ce stade de la pensée du philosophe, un caractère typiquement platonicien. Elle admet par conséquent la vieille division platonicienne de l’âme en une partie rationnelle et une partie irrationnelle, qu’Aristote rejettera par la suite. La notion de noûs intervient d’abord chez Aristote dans les questions de psychologie. Dans le Protreptique, et dans l’Éthique à Nicomaque, Aristote identifie le νοῦς à la personnalité subjective de l’homme. Par le « moi », le Protreptique entend le noûs, le divin en nous, conformément à la doctrine tardive de Platon. Distinguant la partie rationnelle de l’âme, des parties inférieures, il est ainsi en mesure de représenter la relation morale du moi à lui-même, ou amour de soi, φιλαυτία : il s’agit non de l’égoïsme mais de l’amour naturel que la partie inférieure de l’âme voue au moi plus élevé de l’homme. De même, dans l’atmosphère religieuse de l’Éthique à Eudème, Aristote invite à contempler Dieu et à le servir (θεὸν θεωρεῖν καὶ θεραπεύειν), commandement qui repose également sur la théorie platonicienne du noûs. Entre cette « théorie aristotélicienne du νοῦς, héritage des dernières spéculations de Platon », et la théorie psychophysique de l’âme édifiée par la suite, Werner Jaeger est fondé à reconnaître une évolution philosophique, car lorsqu’Aristote eut suffisamment progressé dans le domaine de la psychologie, il abandonna la théorie de la réminiscence en même temps que la théorie des Idées et celle de la survie de l’âme tout entière,.

### Le noûs divin d’Aristote
Noûs en tant que Dieu
Prenant à témoin Anaxagore, auquel il emprunte le concept de νοῦς et ses attributs, Aristote affirme que ce dernier est « simple, indivisible » (ἁπλοῦς), « impassible » (ἀπαθής), et qu’il n’a rien de commun avec quoi que ce soit (ἀμιγής). Or, dans les réalités immatérielles, il y a identité du pensant, (τὸ νοοῦν), et du pensé (τὸ νοούμενον) ; intellect et intelligible ne font donc qu’un dans l’acte de saisir ou de penser, et l’intellect devient intelligible en cet acte même, comme Aristote le résume dans le livre Lambda de sa Métaphysique, soulignant le lien entre la connaissance et l’amour : « Nous désirons une chose parce qu’elle nous semble bonne, plutôt qu’elle ne nous semble bonne parce que nous la désirons : le principe, c’est la pensée (ἀρχὴ γὰρ ἡ νόησις). Or l’intellect est mû par l’intelligible, et la série positive des opposés est intelligible par soi. Dans cette série positive, la substance est première. […] Le Bien en soi et l’aimable en soi appartiennent l’un et l’autre à la même série, et ce qui est premier dans cette série est toujours le meilleur ou analogue au meilleur. » Puisque cet intelligible, c’est la substance même, sa possession en acte vaut à l’intellect sa propre dignité et son caractère « divin » (θεῖον) ; or, l’acte de l’intellect, la pensée, c’est la vie même. La conclusion d’Aristote souligne la prééminence partout du Souverain Bien, fin universelle de toutes choses, identifié à Dieu : « Aussi l’actualité plutôt que la puissance est-elle l’élément divin que l’intelligence semble renfermer, et l’acte de contemplation est la béatitude parfaite et souveraine. Si donc, cet état de joie, Dieu l’a toujours, cela est admirable. Or, c’est ainsi qu’il l’a. Et la vie aussi appartient à Dieu, car l’acte de l’intelligence est vie, et Dieu est cet acte même ; et l’acte subsistant en soi de Dieu est une vie parfaite et éternelle. Aussi appelons-nous Dieu un vivant éternel parfait ; la vie et la durée continue et éternelle appartiennent donc à Dieu, car c’est cela même qui est Dieu, τοῦτο γὰρ ὁ θεός »,.
Dieu, « Pensée de la pensée »
Que la substance de Dieu, Premier moteur, soit d’être intellect (νοῦς) ou intellection (νόησις), la question se pose de toute façon de savoir : « Que pense-t-elle ? ». Aristote montre alors que l’intellection divine ne peut avoir d’autre objet qu’elle-même ; car la pensée de cette puissance première doit être tournée vers ce qu’il y a de plus divin et de plus noble, sinon l’objet le plus indigne acquerrait le statut d’acte par rapport à elle qui serait réduite au statut de potentialité (hypothèse absurde) ; et cette pensée ne change pas, sinon tout changement se ferait vers le pire ; de surcroît, cela reviendrait à poser du changement dans ce principe premier défini par Aristote comme parfaitement immobile. La conclusion d’Aristote s’impose dès lors : « Elle se pense donc elle-même, s’il est vrai qu’elle est ce qu’il y a de plus puissant (κράτιστον), et sa pensée est pensée de la pensée (νοήσεως νόησις). » Loin de l’interprétation caricaturale qui en a parfois été donnée, cette description de la vie divine comme « Pensée de la pensée » n’a rien à voir avec celle d’un dieu narcissique et ignorant ; par référence expresse à Anaxagore, Aristote établit un lien entre pensée de toutes choses et pouvoir sur elles. La substance de l'Intellect est acte pur ; or Intellect et intelligible ne font qu’un dans l’acte de saisir ou de penser : « Dans le cas des réalités immatérielles, il y a identité du pensant et du pensé », écrit Aristote. Ce que signifie l’Intellect divin, « pensée de la pensée », pourrait être résumé dans la formule suivante : « Ce qui est au principe de toutes choses les connaît toutes en se connaissant soi-même » ; ou selon les mots de saint Thomas d’Aquin, « En se pensant, il pense tous les autres êtres (Intelligendo se, intelligit omnia alia). »
Noûs, Intellect et Noésis, Intellection
La théorie du noûs humain et les modalités de son intellection (νόησις) constitue un des problèmes les plus difficiles de l’aristotélisme, comme le remarque Thomas de Koninck. « Tout historien de la philosophie grecque connaît les difficultés inextricables auxquelles on s’expose dans l’interprétation de cette doctrine », écrit Gérard Verbeke, tant les renseignements d’Aristote sont elliptiques et ses textes, indécis. Cependant, à partir de la distinction platonicienne du monde sensible et du monde intelligible, Aristote, dans le traité De l’âme, a accompli des progrès remarquables qui permettent de mettre en lumière la richesse de sa réflexion sur les opérations intellectuelles, la noétique et ses constituants, ainsi que sur la corrélation du langage et de la pensée. 

1. Origine divine : Plusieurs passages d’Aristote tirés de son traité Génération des animaux ainsi que des fragments de Théophraste indiquent que le noûs est d’origine divine : Aristote constate que la finalité de la génération, c’est « le caractère particulier de chaque être », le caractère unique du moi. « Voilà pourquoi, en ce qui concerne l'intellect, savoir quand, comment et d’où les êtres qui participent à ce principe en reçoivent leur part, constitue un problème extrêmement difficile. Il faut essayer de le comprendre dans la mesure de nos moyens et autant qu’il peut être résolu. […] » Et il conclut : « Reste donc que l’intellect seul vienne du dehors (θύραθεν ἐπεισιέναι) et que seul il soit divin (θεῖον εἶναι) : car une activité corporelle n’a rien de commun avec son activité à lui. » Le cœur de l’argumentation d’Aristote repose sur la simultanéité en acte des contraires dans la pensée, par opposition à leur exclusion réciproque ; or, il est impossible à la matière d’être le sujet actuel immédiat de deux contraires. L’intellect ne peut être matériel, comme Anaxagore l’avait bien perçu. La capacité à produire de l’intelligible, essence pure et potentialité, est donc un principe conçu comme immanent et transcendant à la fois. Ainsi, pour passer de puissance à acte, Aristote imagine dans l’âme humaine un principe productif (ποιῶν, ποιητικόν). Ce n’est pas encore la pensée ni l’activité de penser, mais une fonction productrice de formes intelligibles requises à l’exercice de la pensée. Le Protreptique souligne la conclusion d’Aristote : « Il n’y a rien qui soit divin ou heureux en l’homme à part l’intellect et la raison qui seul est vraiment digne d’intérêt. Cela seul, parmi ce qui est en nous, semble immortel et divin,. » Dans sa Métaphysique, Aristote a soutenu l’idée de formes sprituelles pures, sans attache avec la matière, existant en soi ; l’intellect de l’homme est immortel. 

2. Nature et modalités de l’acte de penser. L’acte de penser (νοεῖν) et de raisonner (διανοεῖσθαι) affecte ce composé que forment l’âme et le corps ; quand le fait de penser n’est pas altéré par son objet, le νοῦς est dit « impassible » ou « passif », ἀπαθής, παθητικός ; l’acte par lequel l’intellect saisit une forme intelligible et universelle — par exemple « table », s'appliquant à toute table concrète quelle que soit sa nature matérielle —, se caractérise par son immédiateté, comme l’est le toucher : de même que la main plongée dans l’eau froide est en même temps elle-même et cette eau froide, l’intelligence devient en quelque sorte ce qu’elle appréhende, « l’intelligence en activité s’identifie aux choses qu’elle pense », ce qui sera considéré par Hegel comme « le moment principal de la philosophie aristotélicienne ». La forme, universel abstrait, est saisie dans son essence d’être. Sont qualifiés d’« indivisibles » (ἀδιαίρετα) la forme ainsi saisie, mais aussi l’acte de l’intelligence ainsi que le temps dans lequel il a lieu. De plus, le vocabulaire d’Aristote innove par rapport à Platon en introduisant des notions nouvelles comme celle de « supposition, conception de l’esprit », ὑπόληψις / hypolèpsis ; il innove surtout avec la notion de concept, ou noème (νόημα), défini comme forme abstraite de la matière intelligible ; son objet est par exemple une forme abstraite géométrique comme une ligne continue AB ; mais virtuellement et « par accident » dit Aristote, la ligne AB peut être divisible en deux segments AC et CB ; c’est pourquoi l’indivisibilité des concepts est soit potentielle (δυνάμει), soit effective (en entéléchie, ἐντελεχεῖᾳ) ; l’entrelacement des mots dans le langage exprime oralement la combinaison (σύνθεσις) des noèmes ; Aristote en donne deux exemples : dans le monde physique, le concept d’Amour, imaginé par Empédocle pour son système zoogonique, illustre la combinaison des membres errants, nés séparés ; dans le monde intelligible, en géométrie, les concepts de diagonale et d’incommensurable se combinent dans la phrase attributive suivante, s’agissant du carré : « La diagonale est incommensurable ». Dès lors, Aristote dégage avec netteté cette loi sur l’impossibilité de l’erreur dans l’intellection des indivisibles : l’intellect est toujours dans le vrai lorsqu’il saisit l’essence d’une chose (ὁ τοῦ τί ἐστι κατὰ τὸ τί ἦν εἶναι ἀληθής), et « l’erreur implique toujours une combinaison de concepts » (τὸ γὰρ ψεῦδος ἐν συνθέσει ἀεί). Par ailleurs, le noûs pense aussi le temps ; Aristote illustre ce fait en observant que la vérité ou l’erreur ne concerne pas seulement l’affirmation que « Cléon est blanc, mais aussi qu’il l’était ou le sera. » Ainsi donc, deux traits sont propres au noûs, réunir des concepts et penser simultanément le temps, ce dont ne sont capables ni les sens ni l’imagination.
Noûs et dianoia
À la différence de Platon, Aristote considère que c'est le νοῦς qui réalise l’unité des noèmes produite par accident (κατὰ συμβεβηκός), c’est-à-dire dans une relation attributive. Les opérations respectives du noûs (intellect) et de la dianoia (pensée discursive) semblent cependant se confondre ou s’exercer conjointement : selon le professeur Michel Fattal, « le νοῦς comme νόησις saisit directement les indivisibles mais possède également la capacité de penser discursivement. » La preuve en est apportée par les emplois de verbes (νοεῖν, προσνοεῖν, διανοιεῖσθαι) donnés comme équivalents dans le texte d’Aristote, ainsi que par les rapports étroits établis dans les termes relatifs aux opérations de l’esprit. Les commentateurs anciens et modernes sont donc convaincus que le noûs pense la combinaison des concepts à travers la διάνοια / dianoia. Ainsi, Thémistios, commentateur grec d’Aristote, établit-il une équivalence entre pensée noétique et pensée dianoétique, et entre composition et division de noèmes,. Michel Fattal abonde dans le même sens : « Il est bien évident que le νοῦς au sens large comprend à la fois la pensée intuitive de la νόησις qui exclut l’erreur et la pensée discursive du διανοιεῖσθαι capable d’être vraie ou fausse […] Le νοῦς en tant que νόησις est vrai quand il saisit les notions universelles et impartageables que sont les espèces indivisibles ; et le νοῦς en tant que διάνοια est susceptible d’être vrai ou faux quand il pense discursivement la multiplicité, compose et divise, affirme et nie intérieurement, juge en vue d’aboutir à une opinion. »

## Le Noûs selon Plotin
Puisant tout l’essentiel de son inspiration chez Platon, dont il se présente comme un simple commentateur, Plotin adopte également et souvent adapte à ses fins les principes de la philosophie d’Aristote, en particulier dans sa théorie de l’Intellect. La théorie d’Aristote joue en effet chez Plotin un rôle crucial dans la structure de l’Intellect lui-même aussi bien que dans la relation hiérarchique ou causale des choses inférieures ou supérieures à lui. Dans la structure métaphysique du monde intelligible (ou immatériel) et du monde sensible (ou matériel), il place l’Intellect en seconde hypostase, juste après le Principe premier à l’origine de tout, qu’il appelle Un.

### Genèse et nature du Noûs
Plotin pose dès le départ à la fois la hiérarchie de l’Un et de l’Intellect, et l’existence éternelle du monde qui n’a pas connu de commencement. Dès lors, la génération de l’Intellect ne doit pas être conçue comme une genèse dans l’ordre chronologique, mais dans l’ordre logique ; cette causalité ambiguë, Plotin la décrit métaphoriquement tantôt comme une fontaine qui surabonde, tantôt comme le rayonnement et la lumière resplendissante du soleil qui répand sa chaleur. Ce processus est considéré comme une émanation de l’Un, ou une procession (effusion d’unité), ou encore comme une différenciation dans la mesure où « le Noûs a eu l’audace de s’écarter de l’Un. » Ce récit de l’engendrement du Noûs marque la fidélité de Plotin à la théorie platonicienne de la participation. Plotin s’inspire également librement du récit de Poros tiré du Banquet de Platon.
L’Un, dans sa perfection suprême, a engendré « ce qu’il y a de meilleur après lui », l’Intellect, le Noûs. Matière intelligible portant en elle l’empreinte de l’Un, le Noûs n’atteint sa forme définitive et n’est constitué réellement comme Intellect qu’après s’être tourné vers l’Un et l’avoir vu,. « Cette vision constitue l’Intellect », écrit Plotin (ἡ δὲ ὅρασις αὕτη νοῦς). Le Noûs a cherché à saisir l’Un, et dans ce désir d’union avec le principe dont il procède, l’Intellect est parvenu à se connaître, car seule la contemplation de l’Un peut doter l’Intellect encore informe de son être : Plotin adopte ici le principe aristotélicien selon lequel l’Intellect, qu’il soit humain ou divin, est identique à son objet de pensée quand cet objet est immatériel. C’est ainsi que l’Intellect a pris conscience de sa nature : il est Forme et Être, car « l’être est identique à l’Intellect », et se caractérise par l'éternité. Dans la mesure où l’Intellect hypostase correspond au modèle imité par le Démiurge, l’artisan divin du Timée, il rassemble la totalité des formes en une unité conservant leurs différences : il possède en acte la totalité des formes intelligibles qui existent dans le monde sensible ; il est « un et indivisible et partout le même », écrit Plotin. Cette unité est empruntée à la description de la seconde hypothèse proposée par Platon dans le Parménide : il est un-multiple ou un-et-multiple. Or, puisque selon Plotin, toute pensée implique une dualité minimale — se penser soi-même est se penser comme un autre, devenir multiple —, le principe suprême qu’est l'Un ou le Bien, réalité absolument simple, « n’a pas la pensée d’elle-même ; si elle l’avait, elle serait une multiplicité. Donc elle ne se pense pas, et on ne la pense pas ». Cette critique apparente de la position d’Aristote sur la « Pensée de la pensée » repose en fait sur une interprétation fausse de cette notion, la noêsis aristotélicienne ne recélant aucune dualité.

### Activité noétique
Dans l’Intellect, toute cognition est simultanée et immédiate ; en lui, la pensée et l’être ne font qu’un. Plotin indique en effet que le Noûs possède cette supériorité sur l’Âme, la troisième hypostase plotinienne, qu’il est doté d’une « visée simple et compréhensive de l’ensemble des formes qui le constituent (ἐπιβολὴν ἀθρόαν ἀθρόων) », alors que dans l’Âme il y a transition (μετάβασις) d’un élément au suivant ; l’activité du Noûs est donc d’une plus grande simplicité. L’Intellect possède une connaissance parfaite et totale de lui-même, mais ne peut se connaître qu’en visant ce qui le transcende, l’Un-Bien dont il procède : pour expliquer cette tension vers l’Un, Plotin emploie l’expression d’« Intellect aimant » (νοῦς ἐρῶν) : cette « intelligence transportée d’amour » est une « puissance supra-intellectuelle qui demande à être actualisée par le principe dont elle émane. »

## Développement lexicographique et sémantique du terme
Sur le terme νοῦς ont été formés des composés et dérivés, qui sont à l’origine de nouveaux concepts politiques et philosophiques créés depuis le XIXe siècle et surtout à l’époque contemporaine. Ainsi en français, dans la classification d’Ampère, en 1834, sont qualifiées de « noologiques » les sciences qui ont pour objet le monde de l’esprit, et chez Teilhard de Chardin, la « noosphère » désigne le monde de la pensée, figuré par une couche se superposant à la biosphère ; le russe a ru:Ноофелия / noophélie, et l’anglais innove avec noocracy, noology, 
noopolitik (en), et noogenesis,,.